# Paul Green
Den här sidan handlar om fotbollsspelaren Paul Green. För författaren, se Paul Green (författare).
Paul Jason Green, född den 29 augusti 1983 i Pontefract, England, är en irländsk professionell fotbollsspelare som senast spelade för Crewe Alexandra.
Trots att han är född i England spelade han för irländska landslaget som han representerade i Europamästerskapet i fotboll 2012.

## Karriär
Green spelade ungdomsfotboll för Doncaster Rovers som han skrev proffskontrakt med 2001. Han stannade i klubben i sju år då han efter avslutat kontrakt som free agent 2008 skrev på för Derby County. I Derby spelade han fyra år innan han som free agent i juni 2012 skrev på ett tvåårskontrakt med Leeds United.
Den 11 januari 2018 lånades Green ut till Crewe Alexandra över resten av säsongen 2017/2018. Den 10 maj 2018 blev det en permanent övergång till Crewe Alexandra för Green som skrev på ett ettårskontrakt med option på ytterligare ett år.